# Carsten Peter Thiede
Carsten Peter Thiede (Berlino Ovest, 8 agosto 1952 – Paderborn, 14 dicembre 2004) è stato uno storico e papirologo tedesco, nonché studioso di letteratura di fama internazionale.

## Biografia
Nato a Berlino, nel 1952, ha insegnato nelle Università di Oxford, Londra e Ginevra e infine alla Staatsunabhangigen Theologischen Hochschule (Istituto indipendente di Teologia) di Basilea. È stato membro del Centro di Studi Tedeschi della Facoltà di Storia della Ben Gurion University of the Negev, a Beer-Sheva (Israele).
È morto precocemente a Paderborn, nel 2004, a causa di un arresto cardiaco.

## Gli studi
A Thiede si devono, in particolare, nuovi studi approfonditi su tre frammenti di papiro, provenienti da Luxor ma oggi conservati al Magdalen College di Oxford (Papiro 64), da lui datati circa al 50 e contenenti parte del Vangelo secondo Matteo e sul frammento 7Q5, che conterrebbe un brano del Vangelo secondo Marco, identificato da José O'Callaghan e anch'esso assegnato circa al 50. Questa proposta di datazione ha sollevato ampie dispute e non è in genere accolta dalla maggioranza degli altri studiosi.
Il maggiore contributo di Thiede è legato al tentativo di saldare il Gesù della storia con il Gesù della fede, dopo la divaricazione creata da Bultmann e che ha fortemente influenzato la teologia tedesca nel XX secolo. Per Thiede i testi evangelici sono narrazioni fedeli della vita e dell'operato di Gesù. A questo proposito lo studioso era solito citare il classicista George Alexander Kennedy, che ironicamente osservava: "Gli scrittori dell'antichità a volte intendevano dire quel che scrivevano, e talvolta conoscevano quello di cui stavano parlando".
Nella sua ricostruzione della vita di Gesù Thiede si affida prevalentemente alla narrazione lucana, che mostra fin dal suo prologo una particolare attenzione alla ricostruzione storica. Ecco quindi che per Thiede la nascita a Betlemme è motivata da un censimento, le cui modalità sono coerenti con quanto documentato dall'archivio di Babatha, mentre i fratelli di Gesù citati nei vangeli sono i figli che Giuseppe ha avuto in un precedente matrimonio, così come narrato nel Protovangelo di Giacomo. Secondo Thiede durante la sua infanzia Gesù ha frequentato, oltre a Nazaret, anche la vicina città di Sefforis (nota anche come Zippori), distante solo sei chilometri e allora in pieno sviluppo.
La presenza di doppie narrazioni nei vangeli, come ad esempio la moltiplicazione dei pani, non è secondo Thiede motivata da ragioni narrative ma riflette lo svolgimento dei fatti: Matteo, a causa del lavoro che aveva precedentemente svolto, era infatti in grado di stenografare e di tenere quindi una traccia scritta e affidabile della predicazione di Gesù. Per quanto riguarda la data della crocifissione e della morte, Thiede propone il 14 Nisan (7 aprile) del 30.
Un particolare approfondimento è stato dedicato da Thiede, al termine della sua vita, alla precisa localizzazione di Emmaus che, incrociando il dato lucano con dati storici ed evidenze archeologiche, è stata dallo studioso identificata con la località di Qelonja, distante 30 stadi (circa 5-6 chilometri) da Gerusalemme.

## Opere pubblicate in Italia
- Gesù - Mito o realtà, Editrice Elledici, Leumann 2010 ISBN 978-88-01-04494-2
- Qumran e i vangeli. I manoscritti della grotta 7 e la nascita del Nuovo Testamento, Massimo editore
- Il più antico manoscritto dei Vangeli?, Pontificio Istituto Biblico 1987:
- Gesù, storia o leggenda?, EDB 1992;
- Testimone oculare di Gesù. La nuova sconvolgente prova sull'origine del vangelo, (coautore: Matthew D'Ancona), Piemme 1996;
- Il papiro Magdalen. La comunità di Qumran e le origini del vangelo, Piemme 1997;
- Simon Pietro dalla Galilea a Roma, Editore Massimo, 1999;
- La nascita del cristianesimo, Mondadori 1999,
- La vera croce, (coautore: Matthew D'Ancona), Mondadori 2001
- I rotoli del Mar Morto. Le radici ebraiche del cristianesimo, Mondadori, 2003;
- Ma tu chi sei, Gesù? Alla scoperta del Maestro con Pietro, Giovanni il Battista, Caifa, Pilato e Saulo, Paoline Editoriale 2005;
- Jesus. La fede, i fatti, Edizioni Messaggero Padova, 2009.